# Stanisław Dobrowolski
Stanisław Wincenty Dobrowolski (ur. 22 maja albo 22 czerwca 1915, zm. 8 września 1993 w Warszawie) – polski dyplomata, ambasador PRL w Danii i Grecji, członek PPS i PPS-WRN, sekretarz Rady Naczelnej PPS, przewodniczący oddziału Rady Pomocy Żydom „Żegota” w Krakowie, pracownik naukowy PAN, Sprawiedliwy wśród Narodów Świata.

## Życiorys
Ojcem Stanisława Wincentego Dobrowolskiego był profesor Wydziału Lekarskiego Uniwersytetu Jagiellońskiego, Stanisław Dobrowolski. Stanisław junior był absolwentem Wydziału Prawa Uniwersytetu Jagiellońskiego, doktorem nauk prawnych. Jako student działał w Akademickim Związku Pacyfistów, był redaktorem „Zgody Narodów”, kwartalnika związku. Wstąpił do Polskiej Partii Socjalistycznej. Odbył praktykę w Międzynarodowym Biurze Pracy w Genewie w 1938. W tym samym roku był na II Światowym Kongresie Młodzieży dla Pokoju w Vassar College w Nowym Jorku w roli delegata. W czasie okupacji niemieckiej działał w strukturach podziemnych Polskiej Partii Socjalistycznej – Wolność, Równość, Niepodległość pod pseudonimami „Stanisław” i „Staniewski”. 12 marca 1943 został przewodniczącym nowo utworzonej Rady Pomocy Żydom „Żegota” w Krakowie. Jednocześnie był w „Żegocie” przedstawicielem PPS-WRN. Do zadań Dobrowolskiego należała koordynacja działań „Żegoty” w oddziale krakowskim i utrzymanie kontaktu z warszawską centralą organizacji. Głównie jednak angażował się w wyszukiwanie Żydom bezpiecznych kryjówek i organizowanie dla nich fałszywych dokumentów. Był zaangażowany w akcję krakowskiego oddziału „Żegoty” z 1943 polegającą na transporcie pisarza Michała Borwicza i Janinę, córkę redaktora Henryka Heschlesa z obozu janowskiego we Lwowie do Krakowa. Udzielał też pomocy reżyserowi teatralnemu Michałowi Weichertowi ukrywającemu się po tzw. aryjskiej stronie miasta. Dobrowolski udostępniał do dyspozycji „Żegoty” oficjalnie funkcjonujące biuro prowadzonej przez niego Firmy Techniczno- Handlowej przy ul. Jagiellońskiej 11.
Po wojnie, w 1946 był jednym z założycieli Ligi do Walki z Rasizmem, która była ideologiczna kontynuacją „Żegoty”. Dobrowolski był również sekretarzem Rady Naczelnej PPS, od 1946 kierował Wydziałem Zagranicznym CKW PPS. Zasiadał w Krajowej Radzie Narodowej. Z ramienia tej partii politycznej był także posłem do Sejmu Ustawodawczego, gdzie był przewodniczącym Komisji Spraw Zagranicznych. Od kongresu jednoczącego PPS i PPR w 1948 był członkiem powstałej wówczas PZPR. Stanisław Dobrowolski był pracownikiem Ministerstwa Żeglugi, Kultury i Sztuki oraz Spraw Zagranicznych. W latach 1957–1963 pełnił rolę ambasadora PRL w Danii. W 1960 został członkiem honorowym Związku Polaków w Danii, po czym w 1961 uczestniczył w XVI Sesji Zgromadzenia Ogólnego ONZ jako delegat. Między 1968 a 1969 kierował polską delegacją Międzynarodowej Komisji Nadzoru i Kontroli w Wietnamie. W latach 1969–1970 był negocjatorem Układu Granicznego między PRL a RFN. Następnie w latach 1972–1974 pełnił funkcję ambasadora PRL w Grecji. Później, w latach 1974–1982, Dobrowolski był dyrektorem Archiwum MSZ. Następnie do 1984 pracował naukowo w Polskiej Akademii Nauk.

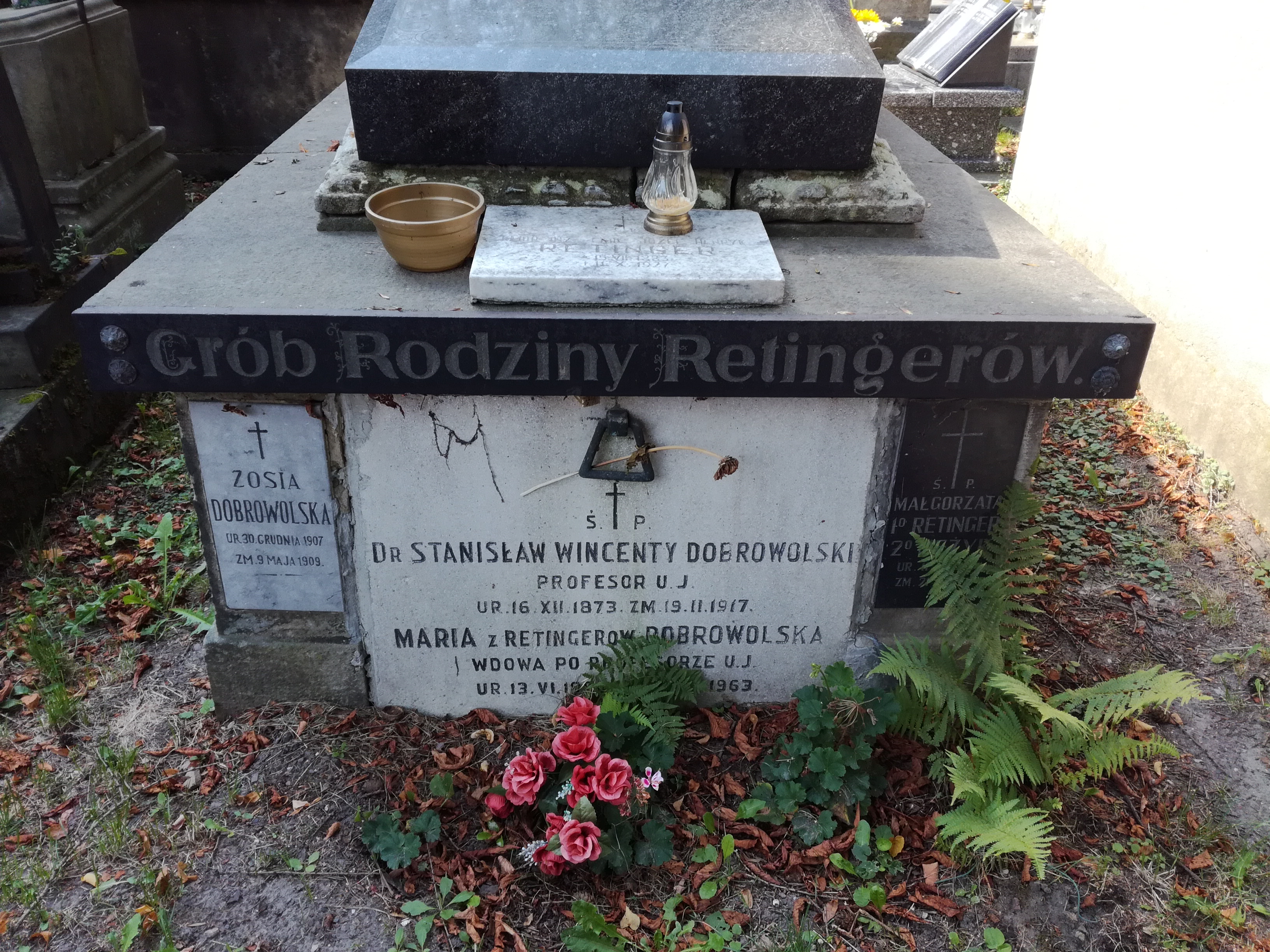
Grób Stanisława Wincentego Dobrowolskiego na cmentarzu Rakowickim

8 września 1993 Stanisław Wincenty Dobrowolski zmarł w Warszawie. Został pochowany na cmentarzu Rakowickim w Krakowie (kwatera AD, rząd płn.). Jego małżonką była Irena Ludwika Opęchowska. Miał dwóch synów, Jacka i Marka.

## Odznaczenia
W 1979 Stanisław Wincenty Dobrowolski został odznaczony medalem Sprawiedliwego wśród Narodów Świata. Wśród pozostałych odznaczeń Dobrowolskiego są: Order Krzyża Grunwaldu III klasy z 1946, Krzyż Komandorski Orderu Odrodzenia Polski z 1979, Medal Przyjaźni od Socjalistycznej Republiki Wietnamu z 1976, Medal Wyzwolenia I klasy od Republiki Wietnamu Południowego z 1976, oraz Oficer Orderu Sztuki i Literatury Republiki Francuskiej z 1979. Został też uhonorowany przez Stowarzyszenie Żydów Kombatantów Medalem 50. rocznicy powstania w getcie warszawskim. W grudniu 1983 odznaczony Pamiątkowym Medalem z okazji 40 rocznicy powstania Krajowej Rady Narodowej (1983).